# Elena Risteska

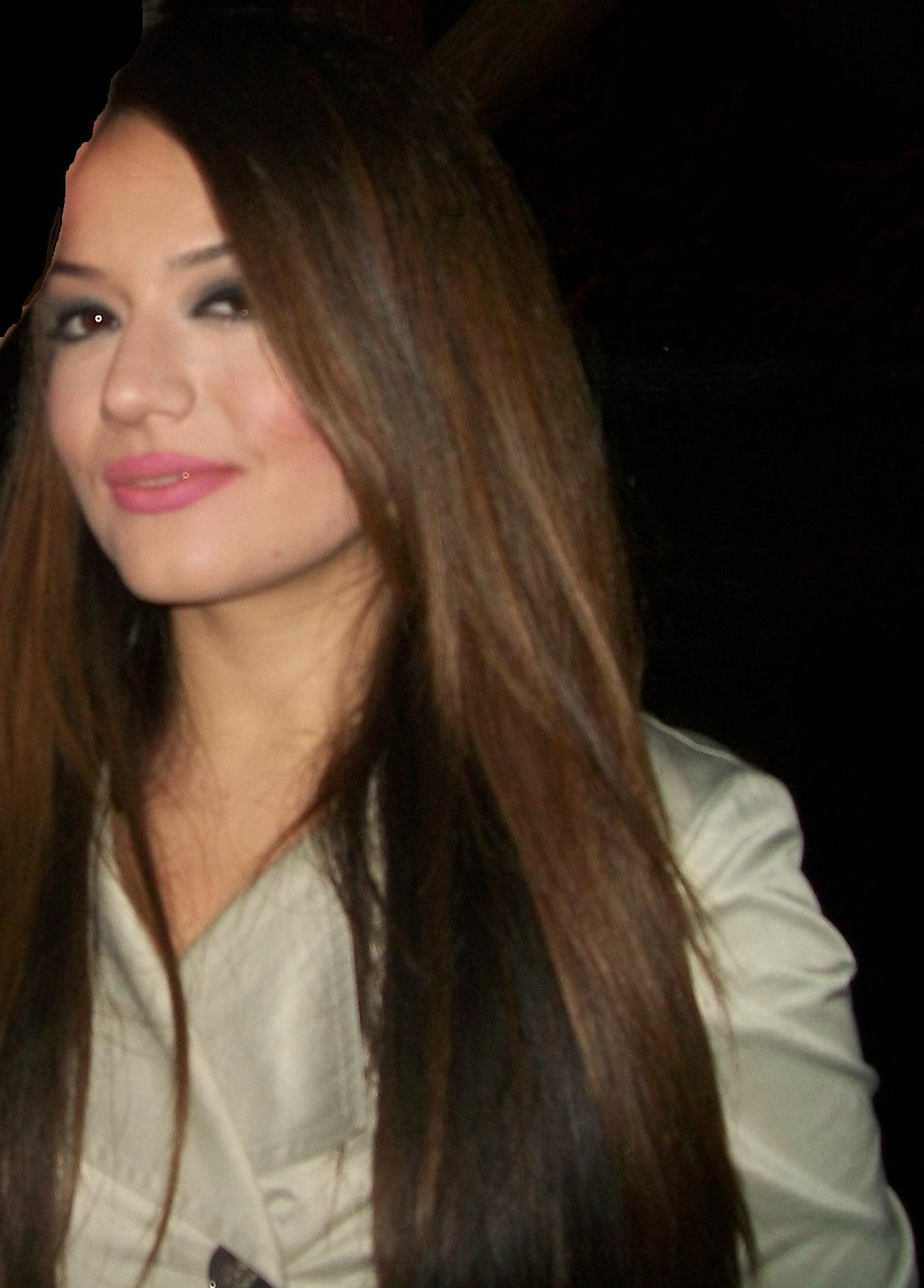
Elena Risteska (2009)

Elena Risteska (mazedonisch Елена Ристеска, auch Elena Ristevska; * 27. April 1986 in Skopje) ist eine Sängerin aus Nordmazedonien.

## Leben und Wirken
Ins Musikgeschäft stieg sie im Alter von 16 Jahren ein, als sie eine von zwei Gewinnerinnen der Castingshow Play Potraga Pa Zvezda wurde. Ein Jahr später, 2003, veröffentlichte sie ihr erstes Album (Ден и ноќ, Den i noć, „Tag und Nacht“). Parallel dazu studiert sie Italienisch und Literatur.
Sie war Teilnehmerin am Eurovision Song Contest 2006 und ging für Mazedonien mit dem Titel Ninanajna an den Start. Auf nationaler Ebene qualifizierte sie sich am 4. März 2006, als sie sich gegen 19 andere Mitbewerber durchsetzen konnte. Sie hatte einen Vorsprung von 133 Stimmen gegenüber den Zweitplatzierten. Im Finale in Athen erreichte sie mit 56 Punkten den zwölften Platz, was für Mazedonien die bis dato beste Platzierung am ESC bedeutete.

## Diskografie
Singles
- 2002: Ona drugoto (Den i noć)
- 2003: Rai i pekol (Den i noć)
- 2003: Den i noć (Den i noć)
- 2003: Ne sakam da krijam (Den i noć)
- 2004: Pobeda za nas (mit Emil Arsov)
- 2006: Ninanajna (Lied für Eurovision Song Contest 2006) (192)
- 2006: Esen vo mene (192)
- 2006: Ni na nebo, ni na zemja (192)
- 2006: Ljubav nije za nas (Regina feat. Elena Risteska) (Milioner)
- 2007: Milioner (192)
- 2007: Nekade daleku (192)
- 2012: Opasno vreme